# دیوید تننت
دیوید جان تننت (به انگلیسی: David John Tennant) (زادهٔ ۱۸ آوریل ۱۹۷۱ با نام خانوادگی مک‌دونالد) بازیگر و صداپیشهٔ اهل اسکاتلند است. او هنگامی که تنها چهار سال داشت به دلیل علاقهٔ شدید به مجموعهٔ تلویزیونی دکتر هو تصمیم گرفت بازیگر شود.

## اوایل زندگی
وقتی که در سن ۱۱ سالگی اولین نقش‌آفرینی‌اش در تئاتر را انجام می‌داد، بازیگر اسکاتلندی ادیث مک آرتور اجرایش را دید و به پدر و مادرش نوید داد که او روزی بازیگر تئاتری توانمند خواهد شد.
او اولین کار حرفه‌ای اش را زمانی که ۱۶ سال داشت انجام داد بعد از این ماجرا پدرش عکس دیوید را برای تلویزیون ملی اسکاتلند فرستاد. او همچنین در یک گروه تئاتر جوانان که در آخر هفته‌ها توسط آکادمی سلطنتی اسکاتلند برگزار می‌شد شرکت می‌کرد و در زمانی که ۱۶ سال داشت نفر اول اکنسرواتوار سلطنتی اسکاتلند شد و جوان‌ترین برنده این مسابقه شد، در ۱۷ سالگی کاملاً به عنوان یک دانش‌آموز در مدرسه درام مشغول به فعالیت بود. او در یک مصاحبه بیان کرد که فامیل هنری اش را از روی فامیل خوانندهٔ گروه پت شاپ بویز (نیل تننت) برداشته.
او پس از خروج از مدرسه درام به‌طور مرتب در تئاتر و تلویزیون کار می‌کرد. اولین شکستش را در یک درام اسکاتلندی به نام «بزکوهی بزرگ تبت» تجربه کرد. بعد از این حادثه او برای اینکه کارش رونق بگیرد به لندن رفت، در طول این سال‌ها او به عنوان یک عضو شرکت رویال شکسپیر مشغول به کار بود و شهرتش را از بازی در درام‌های تلویزیونی «بلکپول» و “کازانواً به دست آورد.
اولین ایفای نقش قابل ذکر او در قاب تلویزیون در نقش کمپبل، جوانی با اختلال شخصیت دوقطبی در سریال درام اسکاتلندی ادارهٔ آسایشگاه بود. پس از آن او بر صحنهٔ تئاتر در نقش‌هایی همانند تاچستون (در تئاتر هرطور شما دوست دارید)، رومئو (در تئاتر رومئو و ژولیت) و آنتی فلوس سیراکیوس (در تئاتر کمدی اشتباهات) ظاهر شد.

## حرفه (بازیگری)
در سال ۲۰۰۵ آرزوی دوران کودکیش به حقیقت پیوست و کارش را به عنوان دکتر هو همراه با بیلی پایپر بعد از تصمیم کریستوفر اکلستون مبنی بر ترک این سریال شروع کرد، بازی در این نقش او را شهره عام و خاص کرد. او با جورجیا مافت، دختر بازیگر نقش دکتر پنجم، پیتر دیویسن، در طی فیلم‌برداری فصل چهارم سریال دکتر هو آشنا شد و پس از آن با او ازدواج کرد. جورجیا در آن اپیزود از سریال نقش دختر دکتر را بازی می‌کرد. از زمانی که سریال دکتر هو را ترک کرد موقعیت شغلی‌اش رو به بهبود گذاشت و او اکنون در بسیاری از تئاترها و فیلم‌های تلویزیونی ایفای نقش می‌کند.
وی همچنین در فیلم‌ها و سریال‌هایی همچون هری پاتر و جام آتش، برادچرچ، جاسوسان ورشو، و فال نیک ایفای نقش کرده‌است. او در مجموعهٔ تلویزیونی ابرقهرمانی جسیکا جونز نقش شخصیت خبیث کیلگریو ملقب به پرپل من را ایفا کرد. در سال ۲۰۱۷ او به عنوان صداپیشهٔ شخصیت اسکروچ مک داک در بازسازی انیمیشن سریالی محبوب داستان‌های اردک (داک تیلز)انتخاب شد؛ و سپس صداپیشگی انگوس در فردیناند و لرد کمندر در فضای نهایی را به عهده گرفت.

## فیلم‌شناسی
| سال  | فیلم                                        | نقش               | توضیحات              |
| ---- | ------------------------------------------- | ----------------- | -------------------- |
| ۱۹۹۸ | جود                                         | دانشجوی مست       |                      |
| ۱۹۹۸ | لس آنجلس بدون نقشه                          | ریچارد            |                      |
| ۲۰۰۳ | چیزهای روشن جوان                            |                   |                      |
| ۲۰۰۵ | هری پاتر و جام آتش                          | بارتی کروچ جونیور |                      |
| ۲۰۰۹ | ۳۹ باشکوه                                   | هکتور             |                      |
| ۲۰۰۹ | سنت ترینیان ۲                               |                   |                      |
| ۲۰۱۱ | شب وحشت                                     | پیتر وینسنت       |                      |
| ۲۰۱۱ | عروس مصنوعی                                 | جیمز آربر         |                      |
| ۲۰۱۲ | دزدان دریایی! گروهی از ناجورها              | چارلز داروین      |                      |
| ۲۰۱۴ | تعطیلاتمان را چطور گذراندیم                 | دوگ               |                      |
| ۲۰۱۴ | پت پستچی                                    | ویلف              |                      |
| ۲۰۱۷ | داک‌تالس                                     | اسکروج مک داک     | It is still going on |
| ۲۰۱۷ | تو من و او                                  | جان               |                      |
| ۲۰۱۸ | کمپینگ                                      | ....              |                      |
| ۲۰۱۸ | فردیناند                                    | انگوس             |                      |
| ۲۰۱۸ | فضای نهایی                                  | لرد کمندر         |                      |
| ۲۰۱۸ | سامری بد (بدطینت)                           | کیل ارندریچ       |                      |
| ۲۰۱۸ | ماری ملکه اسکاتلند                          | جان ناکس          |                      |
| ۲۰۱۹ | فال نیک                                     | کراولی            |                      |
| ۲۰۱۹ | چگونه اژدهای خود را تربیت کنیم: دنیای پنهان | پدر اسنات‌لات      |                      |
| ۲۰۲۲ | چیپ و دیل: تکاوران نجات                     | اسکروج مک‌داک      |                      |
| ۲۰۲۲ | موریس شگفت‌انگیز                             | بین خشمگین        |                      |

## دیگر فعالیت‌ها
وی یک پادکست با نام «دیوید تننت یک پادکست دارد همراه…» دارد و تاکنون افرادی همانند مایکل شین و جان هم و سامانتا بی و جیمز کوردن و… از جمله مهمان‌های این پادکست بودند.